# Nactus vankampeni
Nactus vankampeni — вид геконоподібних ящірок родини геконових (Gekkonidae). Ендемік Нової Гвінеї.

## Поширення і екологія
Nactus vankampeni мешкають в прибережних районах на півночі Нової Гвінеї, в індонезійській провінції Папуа і в провінціях Сандаун і Східний Сепік у Папуа Новій Гвінеї, а також в районі затоки Гуон на сході острова. Вони живуть у вологих рівнинних тропічних лісах.